# Крест «За битву под Ленино»
Памятный знак отличия «Крест „За битву под Ленино“» — государственная награда Польской Народной Республики.

## История
Крест «За битву под Ленино» учреждён в соответствии с Указом Сейма Польской Народной Республики от 26 мая 1988 года.
Памятным знаком отличия награждались ветераны 1-й Польской пехотной дивизии им. Т. Костюшко, принимавшие участие в сражении под деревней Ленино Могилёвской области (Республика Беларусь).
12 — 13 октября 1943 года в районе деревни Ленино впервые вступила в бой с немецко-фашистскими войсками 1-я Польская пехотная дивизия им. Т. Костюшко под командованием генерала З. Берлинга. Дивизия была сформирована по инициативе Союза польских патриотов в СССР. К началу боевых действий дивизия входила в состав 33-й армии Западного фронта. В результате двухдневных боев части дивизии во взаимодействии с советскими войсками вклинились в оборону противника западнее Ленино и, отбив все контратаки, удержали захваченный рубеж. В ходе боев под Ленино было уничтожено 9 танков и штурмовых орудий, около 1,5 тыс. солдат и офицеров противника, захвачено 300 пленных, 58 орудий и минометов.
За мужество и героизм 185 человек из дивизии им. Т. Костюшко были награждены медалью Заслуженным на поле Славы, 16 человек стали кавалерами военного ордена Виртути милитари 5-го класса (впервые в Польских Вооруженных Силах в СССР), 46 человек были награждены Крестом Храбрых.
239 польских воинов были награждены советскими орденами и медалями.
Капитанам Ю. Хибнеру и В. Высоцкому (посмертно) и рядовому А. Кшивонь (посмертно) было присвоено звание Героя Советского Союза.
Декретом Госсовета ПНР деревня Ленино в 1968 году была награждена орденом Крест Грюнвальда 2-го класса.
День 12 октября праздновался в Народной Польше как День Народной армии.

## Описание знака
Знак отличия композиционно выполнен в виде двух, наложенных друг на друга, разновеликих греческих крестов: плечи малого (нижнего) креста широкие и короткие, большого (верхнего) — узкие и длинные. Центральную часть верхнего креста прикрывает рельефное изображение некоронованного орла.
На оборотной стороне знака отличия сделана надпись выпуклыми буквами в три строки: 12 X / LENINO / 1943.
Лицевая и оборотная сторона креста гладкая, матовая.
Знак цельноштампованный. Изготавливался из оксидированного под серебро жёлтого металла.
Размеры: большой (верхний) крест 42 x 42 мм, основание 5,5 мм; малый (нижний) крест 37 х 37 мм, основание 10 мм
В верхней части креста имеется ушко с кольцом, с помощью которого крест соединяется с лентой.
Лента креста жёлтого цвета, с полосками тёмно-синего цвета по краям ленты и бело-красной полоской посредине. Ширина ленты 36 мм. Ширина желтых полосок 9 мм каждая, темно-синих полосок 4 мм каждая, ширина бело-красной полоски 10 мм.
Крест За битву под Ленино носился на левой стороне груди после креста Польских ВС, сражавшихся на Западе.